# Pirimidinski dimer
Pirimidinski dimeri su molekulska oštećenja formirana od timinskih ili citozinski baza DNK molekula putem fotohemijske reakcije. Ultraljubičasto svetlo indukuje formiranje kovalentnih veza putem reakcija lokalizovanih na C=C dvostrukim vezama. U dsRNK se isto tako uracil dimeri mogu akumulirati dejstvom UV radijacije. Dva česta UV produkta su ciklobutan pirimidin dimeri i 6,4 fotoprodukti. Ova oštećenja menjaju strukturu DNK i konsekventno inhibiraju polimerizaciju i onemogućavaju replikaciju. Dimeri se mogu popraviti putem fotoreaktivacije ili nukleotidnog izrezivanja. Nepopravljeni dimeri su mutageni. Pirimidinski dimeri su jedan od glavnih uzroka melanoma kod ljudi.

## Tipovi dimera
Ciklobutanski dimer pirimidina (engl. Cyclobutane pyrimidine dimer - CPD) sadrži četvoročlani prsten formiran putem dva sparivanja C=C dvostrukih veza pirimidina. Ovakvi dimeri ometaju sparivanje baza tokom replikacije DNK, te dovode do mutacija.
6,4-fotoprodukti, ili 6,4 pirimidin-pirimidoni, se javljaju sa trećinom učestalosti CPD-a ali su mutageniji. Lijaza fotoprodukta spora pruža alternativni enzimski put za popravku timinskih fotodimera.

## Mutageneza
Translacione polimeraze često unose mutacije u na pirimidinskim dimerima. Do toga dolazi kod prokariota, kao i kod eukariota.

## DNK popravka
Pirimidinski dimeri unose lokalne konformacione promene u DNK strukturu, što omogućava enzimima za popravku da prepoznaju oštećenja. U većini organizama (izuzev posteljičnih sisara poput ljudi) one mogu da budu popravljene putem fotoreaktivacije. Fotoreaktivacija je proces popravke u kome fotoliazni enzimi direktno vrše reverznu fotohemijsku reakciju na pirimidinskom dimeru.

## Literatura
- Christopher Mathews & K.E. Van Holde (1990). Biochemistry (2nd изд.). Benjamin Cummings Publication. стр. 1168. ISBN 978-0-8053-5015-9.
- Van Holde, K. E.; Mathews, Christopher K. (1990). Biochemistry. Menlo Park, Calif: Benjamin/Cummings Pub. Co. ISBN 978-0-8053-5015-9.
- E. C. Friedber;  . (2006). DNA repair and mutagenesis. Washington: ASM Press. стр. 1118. ISBN 978-1-55581-319-2.